# Frank Noel

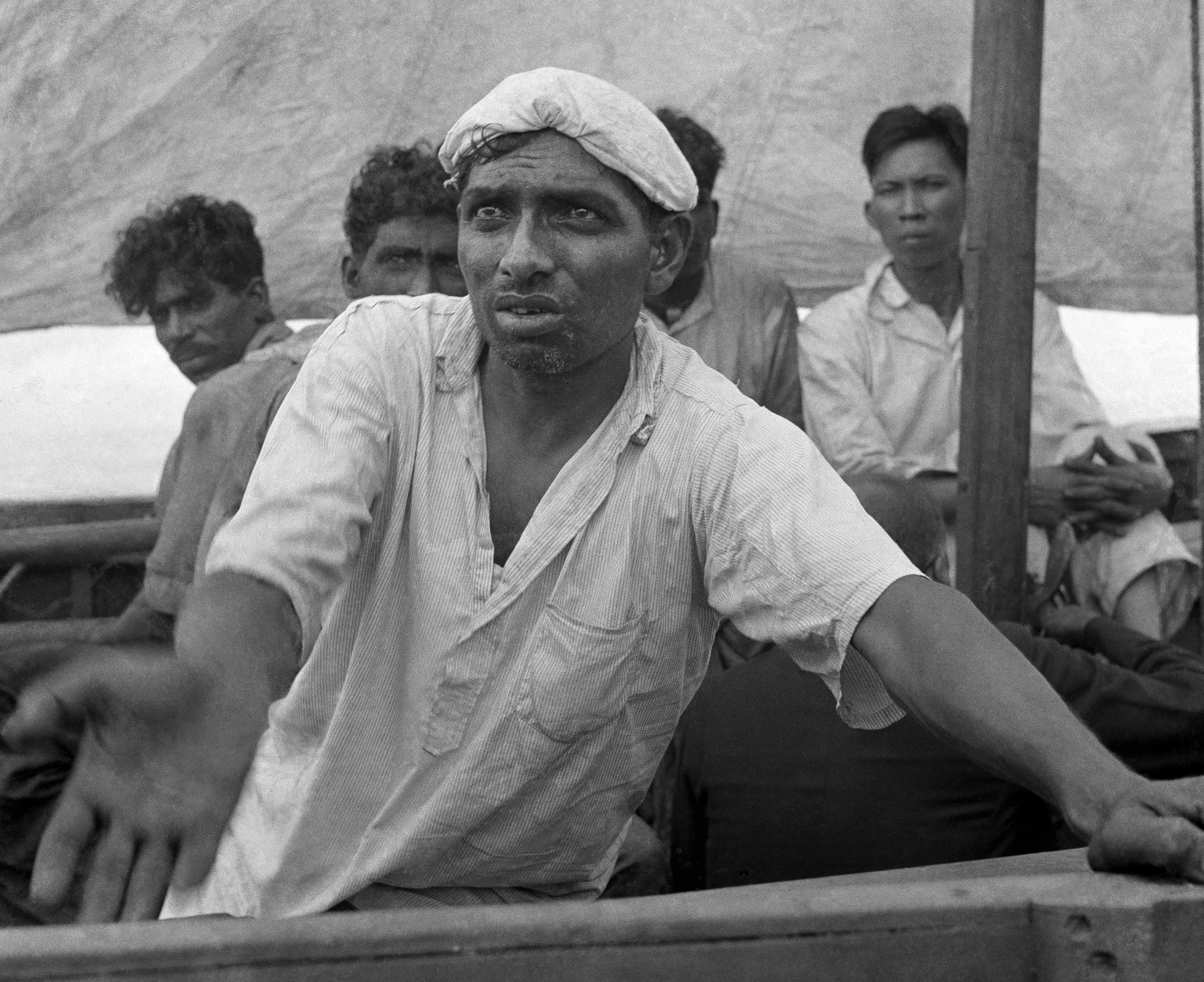
Vodu!, Noelova fotografie oceněná Pulitzerovou cenou

Frank E. „Pappy“ Noel (12. února 1905 – 29. listopadu 1966) byl americký fotograf pracující pro Associated Press a vítěz Pulitzerovy ceny za fotografii z roku 1943, druhý vítěz této ceny.

## Životopis
Narodil se v Dalhartu v Texasu. Svojí kariéru fotografa zahájil v Chicagu Daily News v roce 1925. Působil v armádním leteckém sboru Spojených států jako instruktor letecké fotografie a pracoval jako fotograf pro Washington Post, Wichita Eagle, Kansas City Star a Oklahoma City News. V roce 1937 vstoupil do Associated Press a zbytek své kariéry strávil u této agentury.
Během druhé světové války pracoval pro agenturu AP v Pacifickém divadle. Aby Noel unikl před japonskou invazí do Singapuru, navíc nakažený malárií, zaplatil za nalodění na britskou nákladní loď směřující do Rangúnu. Loď však potopilo japonské torpédo. Noel byl zmítán v Indickém oceánu tři dny, když jeho záchranný člun narazil na další záchranný člun. Indický námořník na druhém záchranném člunu je žádal o vodu, ale žádnou neměli, protože byli také bez vody. Noel pořídil fotografii námořníka a zveřejnil ji poté, co byli o dva dny později zachráněni. Jeho fotografie s názvem Vodu! získala Pulitzerovu cenu. Později ve válce Noel dokumentoval malajskou kampaň, Barmu a Indii pro AP.
Po válce byl přidělen k dokumentárnímu pokrytí Středomoří. Bombardování hotelu King David v roce 1948 zničilo jeho fotografické vybavení a osobní věci, ale on sám naštěstí v té době v hotelu nebyl.
Noel se dobrovolně přihlásil k pokrytí korejské války a doprovázel 7. pluk 1. námořní divize. Na cestě k přehradě Chosin byl nepřátelskými silami uvězněn s námořní jednotkou pod velením majora Johna N. McLaughlina, ale dokázali se probojovat na svobodu. O dva měsíce později, 29. listopadu 1950, poté, co byl konvoj obklíčen poblíž nádrže, vyrazil na pomoc v džípu, ale byl zadržen a zajat nepřátelskými silami. Dalších 32 měsíců strávil v komunistických zajateckých táborech. Třikrát se neúspěšně pokusil o útěk, jednou jej nedokončil, protože za sebou nenechal nemocného spoluvězně. Dokonce dokázal z táborů pořídit exkluzivní snímky pro AP. Noel byl osvobozen v roce 1953 v rámci operace Big Switch.
V roce 1958 byl přidělen na Floridu, kam odešel v roce 1966. Zemřel 29. listopadu 1966 ve věku 61 let na komplikace po operaci mozku v J. Hillis Miller Health Science Center v Gainesville na Floridě, kde byl kvůli mozkové mrtvici hospitalizován o dva měsíce dříve.